# 325 v.Chr.
Het jaar 325 v.Chr. is een jaartal volgens de christelijke jaartelling.

## Gebeurtenissen

### Perzië
- Alexander de Grote trekt met het Macedonische leger door de woestijn van Gedrosië (Pakistan).
- Nearchus bereikt met de Macedonische vloot de Perzische Golf.
- In het najaar bereiken de Macedoniërs volledig uitgeput Persepolis.

### Italië
- Agathocles wordt verbannen uit Syracuse.

### Griekenland
- Praxagoras van Cos ontdekt het medisch nut van het nemen van de polsslag.

### China
- De Qin-staat krijgt net zoals negen andere Chinese staten de status van een koninkrijk.
- Koning Wuling bestijgt de troon van het koninkrijk Zhao.